# Večernička africká
Večernička africká (Malcolmia africana) je nízká, poléhavá, nenáročná, fialově kvetoucí bylina osídlující místa poměrně neúrodná nebo prošlá nedávnou disturbanci. Je jedním ze čtyř druhů rodu večernička které se v přírodě České republiky nepravidelně vyskytují.

## Výskyt
Druh pochází z evropských oblastí okolo Středozemního moře a je mimo Evropu rozšířen na východ přes Kavkaz a Střední Asii až do Kašmíru, Mongolska a Číny. Vyrůstá také v severozápadních oblastech Afriky a byl zavlečen do Severní Ameriky. V Česku, kde se tento neofyt vyskytuje jen příležitostně, byl prvně pozorován v roce 1935.
Roste v nezapojených půdách jako pionýrská rostlina, nesnáší konkurenci jiných rostlin ve kterých zaniká. Na kvalitu půdy není náročný, roste jak ve volných místech v polních kulturách tak i na nevýživných, písčitých a mnohdy i zasolených stanovištích okolo cest nebo na jiných narušených místech.

## Popis
Jednoletá rostlina s poléhavými, nejčastěji již od báze rozvětvenými lodyhami které mohou být dlouhé 15 až 40 cm. Lodyžní listy jsou tvaru vejčitě kopinatého až podlouhlého a po obvodě jsou různě zoubkované neb celistvé. Lodyhy i listy jsou obvykle porostlé do tří ramen rozvětvenými chlupy, méně často jsou lysé.
Drobné oboupohlavné květy na 3 mm dlouhých stopkách a bez listenů vyrůstají v malokvětém hroznovitém květenství. Čtyři kališní lístky na bázi uťaté jsou 3 až 5 mm dlouhé. Stejný počet obkopinatých, na vrcholu zaoblených korunních lístků, 8 až 10 mm dlouhých, s pozvolna zúženým nehtíkem je zbarveno fialově. Tyčinky s volnými nitkami zakončené podlouhlými prašníky bývají dlouhé do 5 mm. Květy rozkvétají v květnu až červenci, opylovány jsou hmyzem. Ploidie druhu je 2n = 28.
Plody jsou vztyčené nebo šikmo odstávající dvoudílné šešule rostoucí na kratičkých stopkách. Jsou 3 až 6 cm dlouhé, hustě chlupaté, slabě čtyřhranné, mají výrazný střední šev a na konci asi 1 mm pozůstatek po čnělce. V šešuli je v jedné řadě větší počet podlouhlých hranatých semen okolo 1 mm velkých.

## Význam
Večernička africká bývá ojediněle v zahradách vysévána jako ozdobná rostlina a odtud se šíří do volné přírody, kde pro svou nízkou konkurenceschopnost většinou nebývá problémem. Ovšem ve Spojených státech amerických, konkrétně ve státech Nevada, Oregon, Utah a Wyoming se na okrajích pouští rozšířila natolik, že byla zařazen mezi invazní druhy a je cíleně likvidována.